# Massacre de Pibor
O Massacre de Pibor ocorreu no condado de Pibor, no Sudão do Sul, de 23 de dezembro de 2011 a 4 de janeiro de 2012. Os combates ocorreram entre os Murles e os Lou Nueres, principalmente por abigeato e sequestro de crianças. O Exército Branco Nuer divulgou uma declaração informando sua intenção de "aniquilar com toda a tribo murle da face da terra como a única solução para garantir a segurança a longo prazo do gado dos nueres". Um relatório da Missão das Nações Unidas no Sudão do Sul estimou que cerca de 900 pessoas foram mortas. Joshua Konyi, comissário do condado de Pibor e um murle, estimou que 2.182 mulheres e crianças e 959 homens foram mortos, 1.293 crianças foram sequestradas e 375.186 vacas foram roubadas.